# Osobní pohovor
Osobní pohovor je proces, ve kterém hodnotí zaměstnavatel nebo jeho zástupci uchazeče, který se uchází o pracovní místo v podniku či organizaci. Pro uchazeče je přitom velmi důležité jeho vystupování a image. V současné době se firmy snaží před přijetím zaměstnance dobře poznat, protože vynaložené náklady na administrativu a zacvičení se stále zvyšují. Navíc má vysoká fluktuace personálu negativní vliv na jeho morálku a produktivitu podniku. Pohovor obvykle trvá 1 hodinu. Uchazeč by měl být řádně připravený, improvizace může působit neprofesionálně.
Rozlišujeme přijímací pohovor přes:
- Personální agenturu
- Headhunterem/headhunterskou společnost
- Vlastní osobu - setkání přímo ve společnosti s personalistou anebo zástupcem firmy

## Použití
Je to nejčastější metoda výběru pracovníků v malých a středních podnicích nebo pro méně důležité pozice.

## Průběh
Členění procesu na jednotlivé fáze:
1. Zahřívací fáze – obě strany by se měly chovat uvolněně. Představení, projevení zájmu o místo (znalostí) a na druhé straně také o budoucího zaměstnance.
2. Obecné seznámení s firmou – zaměstnavatel sdělí uchazeči obecné cíle firmy, dosažené ekonomické úspěchy apod. a sleduje, má-li zaměstnanec zájem.
3. Hlavní fáze – jsou pokládány obecné otázky a sleduje se verbální i neverbální vystupování.
  - V této fázi se personalista rozhodne, zda uchazeče přijme, či ne.
  - V záporném případě by měl personalista oznámit uchazeči, že se pro firmu nehodí (např. že svoje schopnosti může využít v jiné firmě), považuje se za neslušné, říkat věty typu „Ještě se vám ozveme.“, když je nemyslíme vážně, a dávat tak uchazeči mylnou šanci.
4. Bližší informace o práci – o náplni práce, o pracovním místě, na co se může dotyčný připravit.
5. Rozloučení – domluví se další schůzka (je-li třeba) nebo přímo termín nástupu.

### Doporučení
Příprava na přijímací pohovor:
- jaké je propojení inzerátu a mého životopisu?
- zjištění informací o firmě (webové stránky, zeptat se známého zaměstnance)
- vybrat adekvátní oblečení (čisté, upravené)
- vypnout mobil, vyplivnout žvýkačku

Během pohovoru:
- dodržovat zásady slušného vychování (pozdrav, posez, oslovení)
- dívat se do očí přítomných, sedět vzpřímeně, nohy u sebe, přiměřená gesta
- pozorně poslouchat
- odpovídat krátce, výstižně (ale ne jednoslabičně)
- vyvarovat se kritiky a pomluv předchozích kolegů a firmy
- na finanční očekávání odpovídejte co nejkonkrétněji

Co zajímá uchazeče:
- jak se vidí firma na trhu, kam směřuje
- jaké jsou klíčové požadavky na inzerované místo
- proč se místo uvolnilo (nebo proč je nově zřízeno)
- den až dva po pohovoru poděkovat (e-mailem), ale nevyzvídat

Co zajímá zaměstnavatele:
- proč se ucházíte o místo zrovna u jejich firmy
- co od zaměstnání očekáváte
- proč jste odešli z předchozího zaměstnání
- jaká byla náplň a zodpovědnost vaší dosavadní práce
- jak vypadal typický den v předchozím zaměstnání
- co do firmy přinesete za zkušenosti, jaký bude pro firmu přínos
- odpovídá vaše vzdělání očekávanému místu
- proč bychom měli vybrat zrovna vás
- jaké máte představy o finančním ohodnocení
- kde se vidíte za 3 až 5 let
- kdy můžete nastoupit